# Holmwood
Holmwood är en civil parish i Storbritannien.   Den ligger i grevskapet Surrey och riksdelen England, i den södra delen av landet, 40 km söder om huvudstaden London. Holmwood gränsar till Dorking. 